# Move (EP)
Move là EP thứ năm của nhóm nhạc nam Hàn Quốc BTOB. Album được phát hành vào ngày 29 tháng 9 năm 2014; gồm 5 bài hát và một bài hát tặng kèm, "You're So Fly" là bài hát chủ đề và được sử dụng để quảng bá cho album.

## Bối cảnh
Vào ngày 17 tháng 9 năm 2014, Cube Entertainment thông báo trên trang web chính thức của BTOB rằng nhóm sẽ trở lại với EP thứ 5 mang tựa đề "Move". Nhóm bắt đầu đăng những bức ảnh teasers từ ngày 20 tháng 9 năm 2014, mỗi thành viên cách nhau 1 giờ. Nhóm công bố danh sách bài hát vào ngày 22 tháng 9. Album sẽ gồm 5 bài hát cùng 1 bài hát tặng kèm, trong đó bài hát số 4 nhóm sẽ hát chung với một ca sĩ bý ẩn mà sau này được biết đến là JOO. Một đoạn âm thanh được Cube Entertainment đăng tải lên trang soundcloud chính thức vào ngày 24 tháng 9. Hai đoạn video ngắn được đăng tải vào 23 và 25 tháng 9. Video âm nhạc chính thức được đăng tải vào ngày 29 tháng 9 năm 2014.

## Quảng bá
BTOB đánh dấu sự trở lại của nhóm vào ngày 3 tháng 10 trên sân khấu Music Bank và tiếp tục quảng bá trong một tháng. Vào ngày 19 tháng 9, nhóm thông báo đến người hâm mộ rằng sau khi kết thúc lịch trình quảng bá sẽ tổ chức buổi hòa nhạc đầu tiên mang tên gọi Hello Melody được tổ chức tại Hội trường Olympic, Công viên Olympic, Seoul vào ngày 31 tháng 10 và ngày 1 tháng 11.

## Danh sách bài hát
※ In đậm là bài hát chủ đề.
| STT              | Nhan đề                                                       | Phổ lời                                           | Phổ nhạc              | Arrangement               | Thời lượng |
| ---------------- | ------------------------------------------------------------- | ------------------------------------------------- | --------------------- | ------------------------- | ---------- |
| 1.               | "넌 감동이야" (Neonkamdongiya; You're So Fly)                 | Tenzo and Tasco, Lee Minhyuk, Jung Ilhoon, Peniel | Tenzo and Tasco       | Tenzo and Tasco           | 3:27       |
| 2.               | "잘 지내겠죠" (Jaljinaegetyo; Hope You're Doing Fine)         | E.ONE, Lee Minhyuk, Jung Ilhoon                   | E.ONE                 | E.ONE                     | 3:46       |
| 3.               | "Happening"                                                   | Min Yeonjae, Lee Minhyuk, Jung Ilhoon, Peniel     | Seo Jaewoo, Brian Lee | Seo Jaewoo                | 3:21       |
| 4.               | "넌 나의 천사 (feat. JOO)" (Neonnauicheonsa; You're My Angel) | Jung Ilhoon, Lee Minhyuk, Peniel                  | Jung Ilhoon           | Son Youngjin, Big Ssancho | 4:00       |
| 5.               | "몰라" (Molla; I Don't Know)                                  | Im Hyunsik                                        | Im Hyunsik            | Im Hyunsik                | 3:50       |
| Tổng thời lượng: | Tổng thời lượng:                                              | Tổng thời lượng:                                  | Tổng thời lượng:      | Tổng thời lượng:          | 18:21      |

| Bonus Track | Bonus Track | Bonus Track             | Bonus Track             | Bonus Track             | Bonus Track |
| STT         | Nhan đề     | Phổ lời                 | Phổ nhạc                | Arrangement             | Thời lượng  |
| ----------- | ----------- | ----------------------- | ----------------------- | ----------------------- | ----------- |
| 1.          | "Shake It!" | Im Hyunsik, Jung Ilhoon | Im Hyunsik, Jung Ilhoon | Im Hyunsik, Jung Ilhoon | 3:14        |

## Bảng xếp hạng

### Bảng xếp hạng album
| Bảng xếp hạng            | Vị trí cao nhất |
| ------------------------ | --------------- |
| Gaon Weekly album chart  | 1               |
| Gaon Monthly album chart | 6               |
| Gaon Yearly album chart  | 81              |

### Doanh số và chứng nhận
| Bảng xếp hạng       | Doanh số |
| ------------------- | -------- |
| Gaon physical sales | 19,643+  |

## Lịch sử phát hành
| Quốc gia | Ngày                | Nhãn đĩa                           | Định dạng       |
| -------- | ------------------- | ---------------------------------- | --------------- |
| Hàn Quốc | 29 tháng 9 năm 2014 | Cube Entertainment Universal Music | CD, tải nhạc số |
| Thế giới | 29 tháng 9 năm 2014 | Cube Entertainment Universal Music | CD, tải nhạc số |